# Amphiallagma
Amphiallagma is een geslacht van libellen (Odonata) uit de familie van de waterjuffers (Coenagrionidae).

## Soorten
Amphiallagma omvat 1 soort:
- Amphiallagma parvum (Selys, 1876)